# The Winner Takes It All (televisieprogramma)
The Winner Take It All is een Nederlands televisieprogramma. Het wordt gepresenteerd door Beau van Erven Dorens.

## Afleveringen
| Titel  | Kijkers | Uitzenddatum |
| ------ | ------- | ------------ |
| Show 1 | 628.000 | 15-11-2014   |
| Show 2 | 499.000 | 22-11-2014   |
| Show 3 | 506.000 | 29-11-2014   |
| Show 4 | 449.000 | 6-12-2014    |
| Show 5 | 615.000 | 13-12-2014   |
| Show 6 | 604.000 | 20-12-2014   |
| Finale | 703.000 | 27-12-2014   |